# 骨單位
骨元（英語：osteon）或哈弗斯系統（英語：haversian system ），亦稱骨質，是密質骨的基本功能單元。骨單位是大致圓柱形的結構，通常長幾毫米， 直徑約0.2毫米。 它們存在於大多數哺乳動物的許多骨骼以及某些鳥類，爬行動物和兩棲動物中。

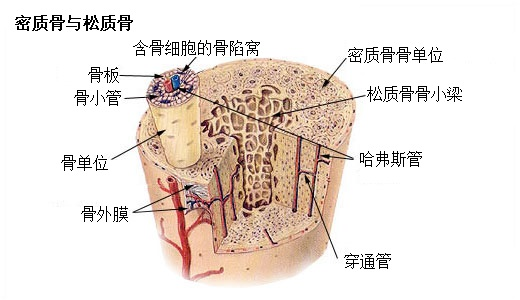
Diagram of a typical long bone showing both compact (cortical) and cancellous (spongy) bone.

## 外部連結
- SLIBS Bone Website:  http://www.trinity.edu/stonily/bone/intro2.htm （页面存档备份，存于）
- Bioweb at UWLAX Bone
- Histology of osteons
- .   [2019-09-25]. （原始内容存档于2021-04-26） –YouTube.